# Tokugawa Hidetada

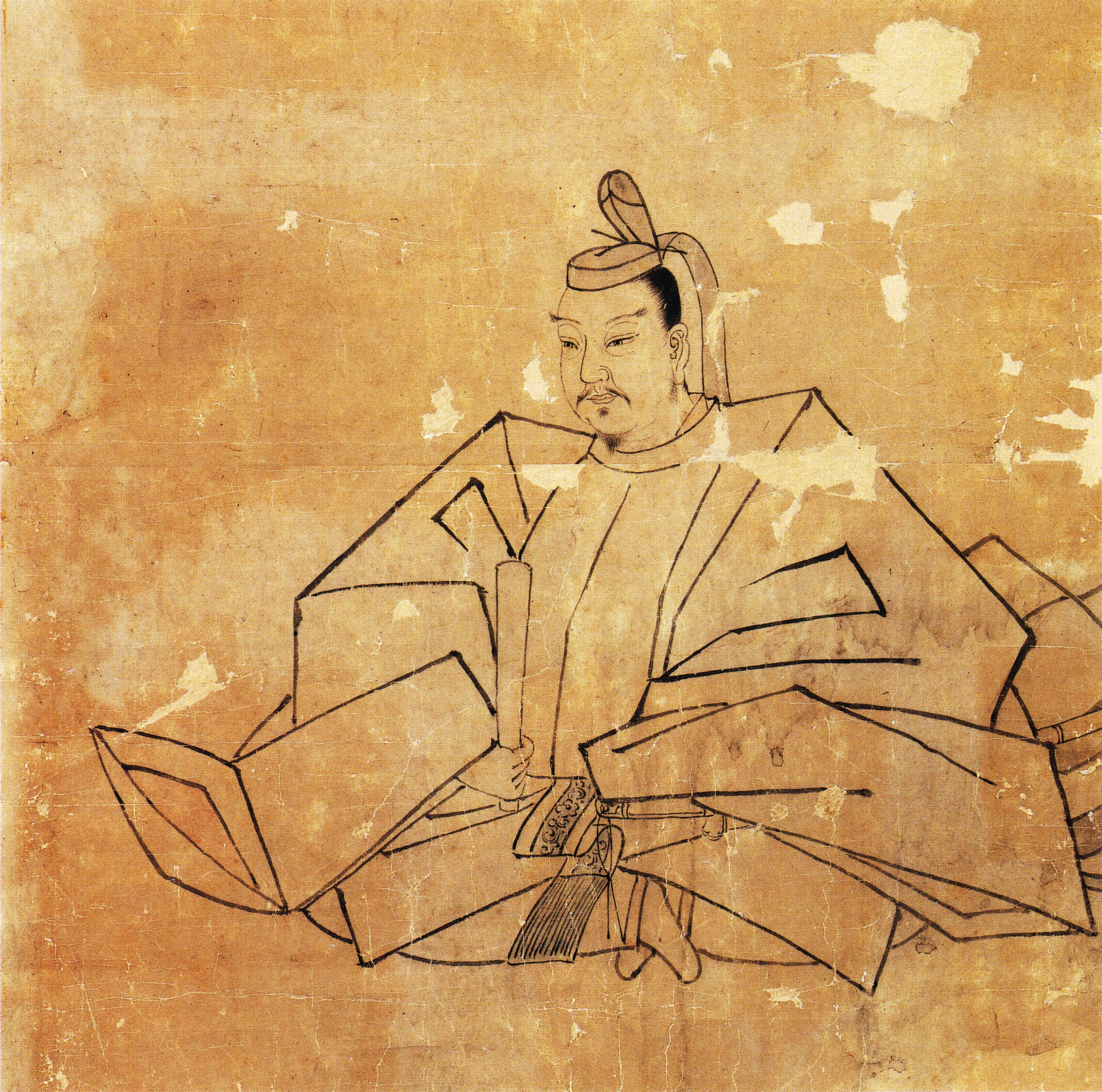
Shogun Tokugawa Hidetada

En aquest nom japonès, el cognom és Tokugawa.
Tokugawa Hidetada (japonès: 徳川秀忠)  (Hamamatsu, 2 de maig de 1579 - castell d'Edo, 14 de març de 1632) va ser el segon shōgun del dinastia Tokugawa, va governar des del 1605 fins a la seva abdicació el 1623. Va ser tercer fill de Tokugawa Ieyasu. Va tenir una participació important junt al seu pare a la batalla de Sekigahara el 1600, va obtenir el títol de shōgun per part de l'Emperador Go-Yōzei el 1603 i va prendre les rendes del Japó el 1605, quan el seu pare Ieyasu va abdicar.